# 11244 Andrékuipers
11244 Andrékuipers eller 4314 T-2 är en asteroid i huvudbältet som upptäcktes den 29 september 1973 av den nederländsk-amerikanske astronomen Tom Gehrels och det nederländska astronomparet Ingrid van Houten-Groeneveld och Cornelis Johannes van Houten vid Palomarobservatoriet. Den är uppkallad efter den nederländske astronauten André Kuipers.
Den tillhör asteroidgruppen Nysa.